# کیت نیکلسون
کیت نیکلسون (انگلیسی: Kate Nicholson) (ژوئیه ۱۹۲۹–۱۸ آوریل ۲۰۱۹) نقاش انگلیسی و دختر هنرمند بن نیکلسون و همسر اولش، هنرمند وینفرد نیکلسون بود.

## زندگی‌نامه
نیکلسون در سال ۱۹۲۹ در، بنکس، کامبریا به دنیا آمد.
نیکلسون از سال ۱۹۴۹ تا ۱۹۵۴ در آکادمی هنر باث تحصیل کرد، در آنجا او شاگرد پیتر لانیون، هنرمند سنت آیوز و دوست پدر و نامادری‌اش باربارا هپورث بود. او دو سال در دبیرستان هنر تدریس کرد تا اینکه در سال ۱۹۵۷ به سنت آیوز نقل مکان کرد و به عضویت انجمن هنرهای پنویث درآمد. او در دهه‌های ۱۹۶۰ و ۱۹۷۰ در کنار مادرش نقاشی می‌کرد، این دو اغلب با هم از یونان و همچنین شمال آفریقا و جزیره ایگ در هبریدها در سال ۱۹۸۰ بازدید می‌کردند.
نیکلسون در سال ۲۰۱۹ در سن ۸۹ سالگی درگذشت